# Sur la route d'Andalay
Pour plus de détails, voir Fiche technique et Distribution.
Sur la route d'Andalay (Road to Andalay) est un court métrage américain Merrie Melodies de 1964 réalisé par Friz Freleng et Hawley Pratt, mettant en scène Speedy Gonzales et Grosso Mineto.